# 伊爾登
伊尔登是位於烏克蘭中部的市級鎮，由切爾卡瑟州切爾卡瑟區的比洛濟爾亞市鎮負責管轄。該鎮面積1.85平方公里，海拔高度93米，2019年人口780，人口密度每平方公里421.6人。